# Claude Évin
Claude Évin (ur. 29 czerwca 1949 w Le Cellier) – francuski polityk, prawnik i samorządowiec, poseł do Zgromadzenia Narodowego, w latach 1988–1991 minister.

## Życiorys
Kształcił się w École d'éducateurs spécialisés d'Angers, ukończył studia prawnicze na Université Paris-VIII. Podjął praktykę w zawodzie adwokata w ramach paryskiej palestry.
Był bliskim współpracownikiem Michela Rocarda. Zaangażował się w działalność polityczną w ramach Parti socialiste unifié, później dołączył do Partii Socjalistycznej. Pełnił różne funkcje w administracji lokalnej. Był zastępcą mera Saint-Nazaire (1977–1989) oraz radnym tej miejscowości (1995–2008), a także radnym miejscowości Montoir-de-Bretagne (1989–1995) i członkiem rady regionalnej Kraju Loary (1992–1998). W 1978, 1981, 1986 i 1988 uzyskiwał mandat posła do Zgromadzenia Narodowego VI, VII, VIII i IX kadencji, od 1986 do 1987 był wiceprzewodniczącym tej izby.
Wchodził w skład obu rządów Michela Rocarda. Od maja 1988 pełnił funkcję wiceministra przy ministrze spraw społecznych. Od czerwca 1988 do października 1990 był ministrem solidarności, zdrowia i ochrony socjalnej, następnie do maja 1991 ministrem spraw społecznych i solidarności. Od czerwca 1988 do lutego 1989 zajmował również stanowisko rzecznika prasowego rządu.
W latach 1994–1997 był członkiem Rady Gospodarczej i Społecznej. Następnie do 2007 przez dwie kadencje ponownie sprawował mandat deputowanego do niższej izby francuskiego parlamentu. W latach 2004–2009 pełnił funkcję przewodniczącego Fédération Hospitalière de France, organizacji zrzeszającej francuskie placówki służby zdrowia. Od 2010 do 2015 był dyrektorem generalnym regionalnej agencji zdrowia (ARS) w Île-de-France. Powrócił do prowadzenia praktyki adwokackiej.
Odznaczony Legią Honorową V klasy (2008) oraz Krzyżem Wielkim Orderu Oranje-Nassau (1991).